# Club Social y Deportivo Colo-Colo (femenino)
El Club Social y Deportivo Colo-Colo femenino es la rama femenina del club de fútbol chileno del mismo nombre, radicado en la ciudad de Santiago. Milita actualmente en la Primera División de fútbol femenino de Chile, en donde participó por primera vez en 2008, obteniendo el sexto lugar.
Fue fundado en 30 de septiembre de 2007 en el Estadio Monumental, al inaugurar la nueva Escuela de Fútbol Femenino y al igual que su equipo principal es administrado por la sociedad anónima Blanco y Negro S.A.
Es local en el Estadio Monumental, con una capacidad actual de 47.000 espectadores.
Juega en la Primera División de fútbol femenino de Chile como miembro fundador desde el año 2008, esta es la máxima categoría del fútbol femenino profesional en Chile. Es organizada por la Asociación Nacional de Fútbol Profesional (ANFP). 
Su mayor logro a nivel internacional, fue haber ganado la Copa Libertadores Femenina 2012 en Brasil. Además, fue subcampeón en las ediciones 2011, 2015 y 2017 y cuarto lugar en la edición de 2018.
Sus rivales tradicionales son: Santiago Morning, Palestino y Everton de Viña del Mar, con quiénes disputa los llamados "Clásicos" del fútbol femenino, al ser estos los clubes más fuertes del país en términos deportivos. Y en menor medida con Universidad de Chile y Universidad Católica, heredados del fútbol masculino.

## Historia

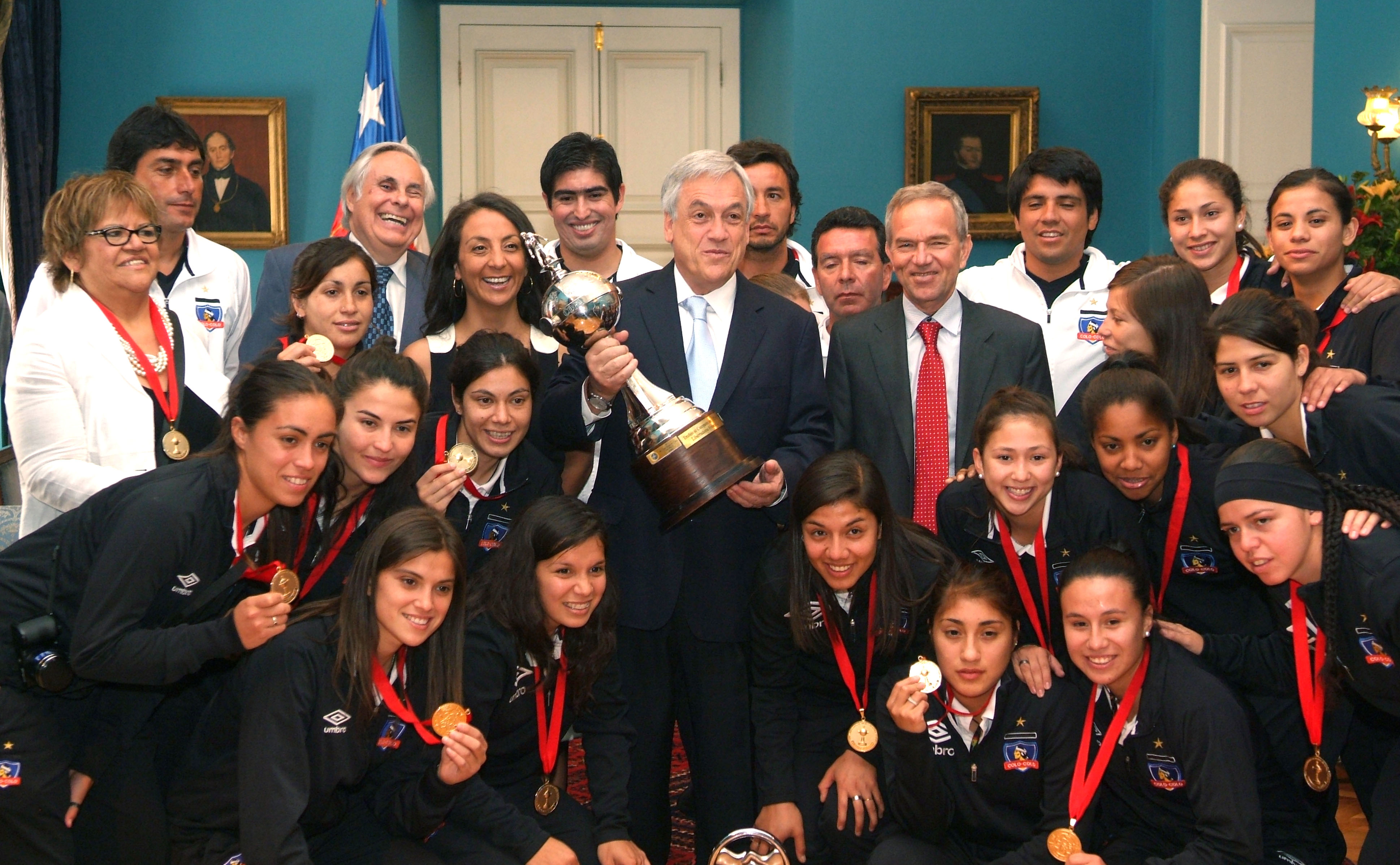
Plantel campeón de la Copa Libertadores de América 2012, durante una visita al presidente Sebastián Piñera.

Colo-Colo inició un ambicioso proyecto al crear el plantel de honor de fútbol femenino el día 23 de abril de 2007 y luego inaugurando la nueva “Escuela de Fútbol Femenino” que funcionó hasta fin de año de 2007 y continuó en 2008 con gran éxito, aumentando las interesadas.
En 2008 el club Colo-Colo potenciando su rama de fútbol femenino invita a jóvenes de entre 16 y 25 años a una importante prueba masiva de jugadoras para iniciar el Primer Torneo de la Primera División de fútbol femenino de Chile de la ANFP.
El plantel de Colo-Colo en 2008 fue compuesto por siete seleccionadas sub-20, dos sub-17 y tres sub-15. En el plantel se destacaron las seleccionadas sub-20, Romina Parraguirre, Dominique Hisis, Pamela Coihuin, Cyntia Aguilar y Carla Morales, así como la seleccionada sub-17 Yipsy Ojeda, además de Nicole Monrroy, Alexandra Hisis, y la goleadora del plantel María Angélica Fuentes.
Colo-Colo disputó su primer encuentro oficial el 10 de mayo de 2008 frente a Unión La Calera, en el primer torneo femenino profesional de Chile, siendo derrotado por 2:5. En su primera campaña, bajo la conducción técnica de Rodrigo Valdés, finalizó en la sexta ubicación, mientras que en la temporada 2009 el club se ubicó en la tercera posición, alcanzando además el subcampeonato de la Copa Chile y el Campeonato Nacional en la categoría sub-17. El año 2010 se adjudicó su primer campeonato nacional de Primera División al derrotar en la final a Everton.
En 2012 salen campeonas de la Copa Libertadores de América Femenina tras vencer en la final al equipo brasileño de Foz Cataratas, convirtiéndose en el segundo club que obtiene la edición en masculina y femenina de dicho torneo, además de ganar por quinta vez consecutiva el campeonato nacional, tras vencer en la final a Everton por un global de 9 a 0.
Hasta el Apertura 2015, Colo-Colo femenino salió campeón en todos los torneos nacionales de la categoría adulta desde que lo obtuvo por primera vez en el año 2010, siendo las decacampeonas del fútbol femenino chileno. En el Clausura del mismo año, no pudo contra Palestino en la final, perdiendo 2 a 1 el partido y su récord de títulos consecutivos. Días después, se encuentran una vez más en la Copa de Campeonas del fútbol chileno, partido donde se juega el cupo a Copa Libertadores Femenina de 2016, donde las Albas se toman revancha y ganan por 3 a 0.
En 2015, llega por tercera vez a la Final de Copa Libertadores Femenina, perdiendo el partido contra Ferroviária de Brasil por 3 goles contra 1.
En el torneo de Clausura 2016, vuelve a ser campeón del fútbol femenino de Chile, obteniendo su undécimo título nacional al derrotar en la final a Santiago Morning por 4 a 0. Este mismo año, también participa en laCopa Libertadores Femenina, quedando eliminadas en primera ronda, obteniendo el 5° lugar del torneo. 
En enero de 2017 clasifican a la Copa Libertadores Femenina de ese mismo año, tras derrotar en la final de la Supercopa a Universidad de Chile por 2 a 1. En dicho certamen, terminaron subcampeonas tras perder la final ante Audax/Corinthians por vía de los penales, luego de empatar a cero en los noventa minutos.
Al año siguiente, otra vez logran clasificarse a la Copa Libertadores Femenina, en el cual logran el cuarto lugar tras perder dicho partido ante el equipo brasileño Iranduba, nuevamente desde los lanzamientos penales.
Su último subcampeonato (de momento) se dio en el Torneo de 2019, cuando fueron superados en 4 puntos por Santiago Morning, además de no disputar playoffs, debido a la suspensión por el estallido social de 2019.
En 2022, Colo Colo volvió a coronarse campeona del fútbol femenino chileno, tras derrotar en la Final a partido único, disptada en el Estadio Sausalito de Viña del Mar, a su archirrival la Universidad de Chile por 1-0, con gol de la seleccionada chilena Yanara Aedo, permitiendo que las "Albas" (dirigidas técnicamente por el multicampeón, como jugador del equipo masculino del club Luis Mena), logran nuevamente el título nacional femenino, después de 5 años de sequía.

## Estadio

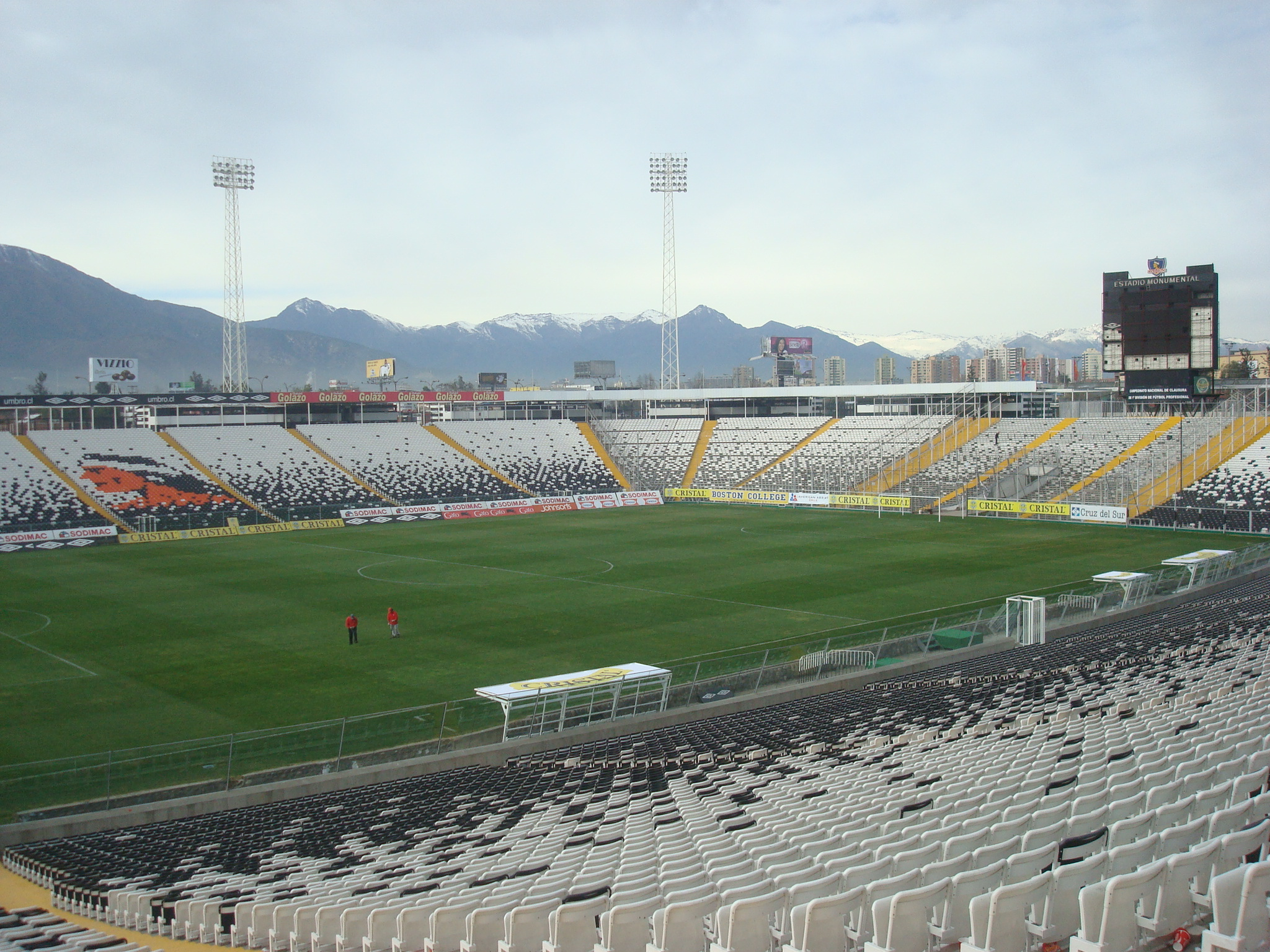
Estadio Monumental.

Colo-Colo ejerce de local en el Estadio Monumental, del cual es propietario. El estadio fue inaugurado el 20 de abril de 1975, pero a causa de las pocas comodidades que ofrecía no volvió a ser utilizado hasta el 30 de septiembre de 1989. Tras diversas remodelaciones entre las que cabe mencionar la instalación de butacas en los sectores de tribunas  en 2007, la capacidad del Estadio Monumental se estima en cerca de 45.000 espectadores. Se encuentra en la ciudad de Santiago, específicamente en la comuna de Macul. La cancha principal del estadio recibe el nombre de David Arellano.
Generalmente el equipo femenino juega durante el torneo en la cancha número 2 del estadio monumental, la cual es de pasto sintético y consta de una capacidad de 2000 personas aproximadamente. Se encuentra ubicada hacia el norte de la cancha principal del estadio. El estadio principal es utilizado para definiciones importantes como finales de torneo o encuentros internacionales.

## Jugadoras

### Altas 2025
| Jugadora         | Posición  | Procedencia      | Tipo |
| ---------------- | --------- | ---------------- | ---- |
| Fabiana Yantén   | Defensa   | Santos           |      |
| Camila Martins   | Defensa   | Santos           |      |
| Mary Valencia    | Delantera | Santiago Morning |      |
| Isabelle Kadzban | Delantera | American Eagles  |      |

### Bajas 2025
| Jugadora           | Posición      | Destino              | Tipo     |
| ------------------ | ------------- | -------------------- | -------- |
| Javiera Díaz       | Portera       | Universidad Católica |          |
| Carol Frisanco     | Defensa       | Santos               |          |
| Alexia Gallardo    | Defensa       | Palestino            |          |
| Fernanda Ramírez   | Defensa       | Universidad Católica |          |
| Geraldine Leyton   | Defensa       | Audax Italiano       |          |
| Geysel Prado       | Mediocampista | Audax Italiano       | Préstamo |
| Fernanda Valdés    | Mediocampista | Audax Italiano       | Préstamo |
| Margarita Collinao | Mediocampista | Unión Española       |          |
| Francisca Mardones | Mediocampista |                      | Retiro   |
| Nicol Sanhueza     | Mediocampista | Universidad Católica |          |
| Guillermina Grant  | Delantera     | Belgrano             |          |
| Diana Díaz         | Delantera     | Deportes Iquique     |          |

## Entrenadores

### Cronología
- Rodrigo Valdés (2008-2009)
- José Letelier (2010-2015)
- Eduardo Míguez (2015)
- Carlos Véliz (2016-2019)
- Jaime Zapata (2019)
- Vanessa Arauz (2020)
- Luis Mena (2021-2023)
- Mario González (2023)
- Tatiele Silveira (2023-)

## Palmarés

### Torneos nacionales
- Primera División (16): 2010, Apertura 2011, Clausura 2011, Apertura 2012, Clausura 2012, Apertura 2013, Clausura 2013, Apertura 2014, Clausura 2014, Apertura 2015, Clausura 2016, Apertura 2017, Clausura 2017, 2022, 2023, 2024.
- Copa de Campeonas (3): 2012,[17] 2015,[18] 2016[19]
- Subcampeón de la Primera División de Chile (1): Clausura 2015
- Subcampeón de la Copa Chile Femenina (2): 2009, 2010

### Torneos internacionales
| Competición internacional        | Títulos | Subcampeonatos    |
| -------------------------------- | ------- | ----------------- |
| Copa Libertadores Femenina (1/3) | 2012.   | 2011, 2015, 2017. |

### Fútbol formativo
- Juvenil Sub-19 (1): Clausura 2024,[20] Apertura 2025
- Sub-17 (8): 2009, Apertura 2010, Clausura 2011, Clausura 2012,[21] Clausura 2014.,[22] Clausura 2015, Apertura 2017, Clausura 2017[23]
- Sub-16 (3): Apertura 2023, Clausura 2023,[24] Clausura 2024,[25] Apertura 2025 [26]
- Sub-15 (1): Clausura 2017[27]